# Letting Go (canción de Wings)
«Letting Go» es una canción del músico británico Paul McCartney publicada en el álbum de estudio de Wings Venus and Mars en 1975. Acreditada conjuntamente a Paul y Linda McCartney, «Letting Go» fue publicada como segundo sencillo promocional de Venus and Mars y alcanzó el puesto 41 en la lista británica UK Singles Chart y el puesto 39 en la lista estadounidense Billboard Hot 100.

## Grabación
«Letting Go» fue grabada a finales de 1974 en los Estudios Abbey Road, antes de que el grupo se trasladase a Nueva Orleans (Luisiana) para grabar el resto del álbum Venus and Mars. Junto con «Love in Song» y «Medicine Jar», «Letting Go» fue una de las tres canciones grabadas con el batería Geoff Britton, cuya estancia en Wings fue muy breve.

## Música y letra
Al igual que muchas de las canciones de McCartney en el período, la protagonista de «Letting Go» es su mujer Linda McCartney. Paul se describe a sí mismo en una relación sentimental con una mujer bella, aunque sigue preocupado por la relación. Peter Ames Carlin, biógrafo de McCartney, comentó que la canción «traza una línea delgada entre el amor y la obsesión», con la «pasión en toda su peligrosa y trastornada gloria». La canción refleja el reconocimiento por parte de McCartney de la necesidad de dar a su mujer más espacio para perseguir sus propios intereses, después de que Linda dejase su carrera como fotógrafa para unirse a Wings. El contenido de la letra varía entre las estrofas y el estribillo, con las estrofas describiendo el subjeto y el estribillo reconociendo la idea de «dejar ir».
El contraste en la letra se refleja también en la música, usando una melodía descendente durante el estribillo y un sonido más oscuro durante las estrofas, que tienen una melodía ascendente y descendente. La canción tiene un tempo medio, y los instrumentos incluyen una guitarra descrita por Donald Guarisco, crítico de Allmusic, como «blues», así como unos teclados y una sección de viento hacia la mitad de la canción y en la conclusión. A diferencia de la mayoría de canciones de Venus and Mars, de tendencia pop, «Letting Go» incluye una mayor referencia de música soul. La versión del sencillo fue remezclada y acortada, durando un minuto menos que la versión publicada en el álbum, e incorpora elementos no incluidos en el álbum como un órgano al principio.

## Recepción
Los autores Chip Madinger y Mark Easter definieron «Letting Go» como «una de las mejores canciones del álbum». Por su parte, Robert Rodriguez la describió como «una canción fuerte cubierta por una losa de instrumentos de orquesta» y comentó que era «uno de los éxitos en directo de Wings». Los autores Roy Carr y Tony Tyler la describieron como una de las pocas canciones «genuinamente potentes» de Venus and Mars, aunque con respecto al sencillo «McCartney debería haber hecho uso de su propia advertencia y dejarlo ir». En la misma línea, Chris Ingham consideró en su libro The Rough Guide to the Beatles la elección de «Letting Go» como sencillo «una elección desastrosa».
La canción fue interpretada en directo durante la gira Wings Over America en 1976 y fue incluida en el álbum en directo homónimo. Larry Rohter de The Washington Post describió la interpretación de «Letting Go» en Wings Over America como «muy rockera» y «excitante». Ben Fong-Torres dijo sobre la versión en directo: «Se remonta a parte de esa inspiración de Little Richard». McCartney volvió a interpretar «Letting Go» en directo durante su gira Up and Coming Tour en 2010.

## Versiones
«Letting Go» fue versionada por Ian Mitchell en el álbum Garage Band Tribute To the Beatles.